# Éguilles
Cet article possède un paronyme, voir Aiguille.
Éguilles ([eɡɥij] ; en provençal : Agulha [aˈɣyʎɔ]) est une commune française située dans la banlieue ouest d'Aix-en-Provence, dans le département des Bouches-du-Rhône en région Provence-Alpes-Côte d'Azur. Le « u » d'« Éguilles » n'est pas muet et doit être prononcé.

## Géographie

### Communes limitrophes
| La Barben Saint-Cannat  |          |                 |
| Coudoux Lançon-Provence | Éguilles | Aix-en-Provence |
| Ventabren               |          |                 |

Les itinéraires suivant ont été réalisés de centre-ville à centre-ville : Coudoux (12 km), Ventabren (9,4 km), La Fare-les-Oliviers (17 km), Puyricard (7 km), Lambesc (13,2 km), Saint-Cannat (8 km), Aix en Provence (10,5 km), Salon-de-Provence (24,5 km), Marseille (34,9 km).

### Situation
Éguilles est située à 9 km au nord-ouest d'Aix-en-Provence la plus grande ville aux alentours.
Située à 271 mètres d'altitude, la rivière La Touloubre, le ruisseau de Landon, le ruisseau de Malvallat sont les principaux cours d'eau qui traversent la commune d'Éguilles. La commune est proche du parc naturel régional du Luberon. Dominant les vallées avoisinantes, le site du village offre un panorama depuis un promontoire. La superficie de la commune est d'environ 3 400 ha et inclut le hameau des Figons, distant de quelques kilomètres du village.

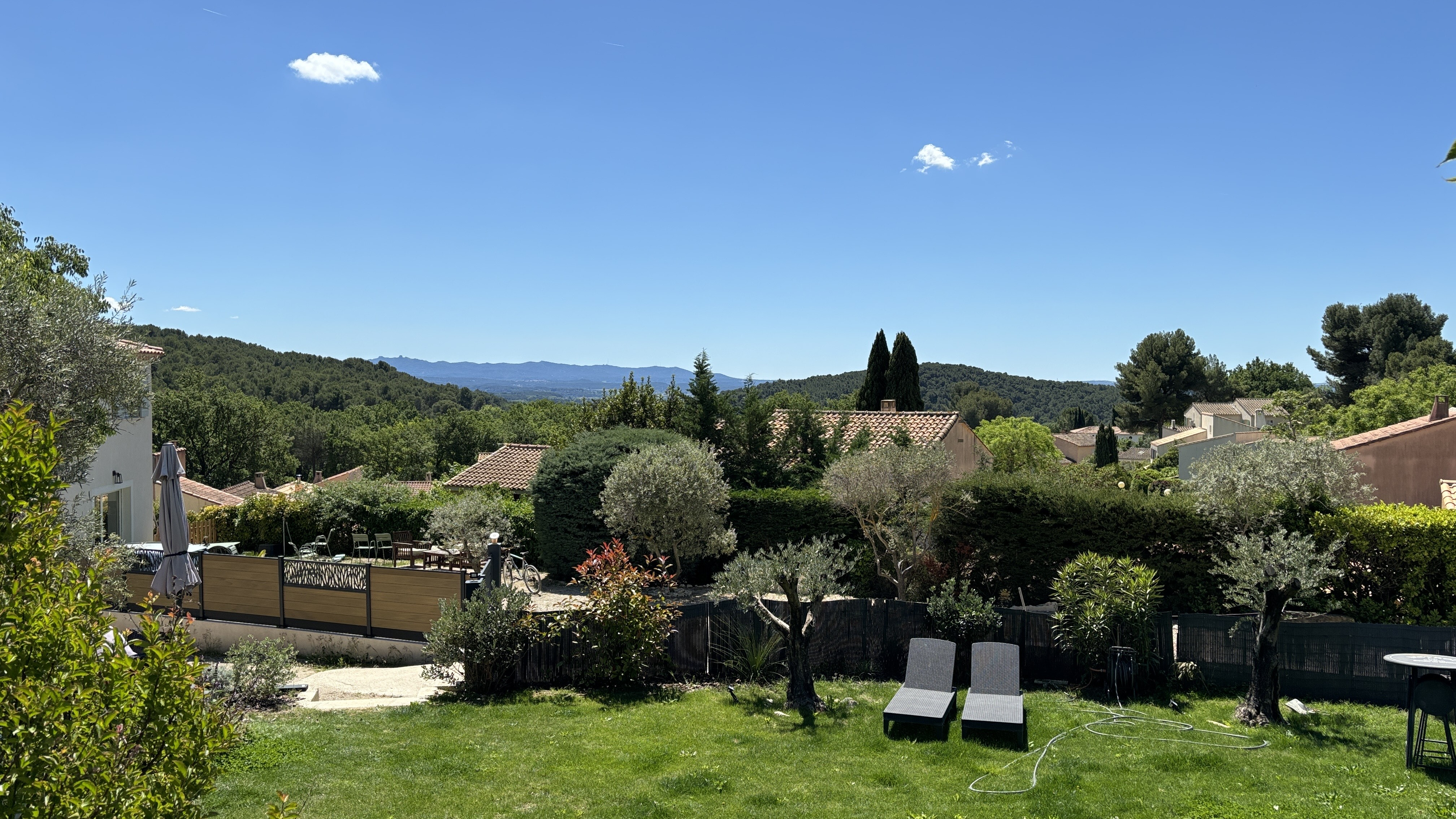
Panorama depuis Éguilles-Vieille

### Climat
Pour des articles plus généraux, voir Climat de Provence-Alpes-Côte d'Azur et Climat des Bouches-du-Rhône.
En 2010, le climat de la commune est de type climat méditerranéen franc, selon une étude du Centre national de la recherche scientifique s'appuyant sur une série de données couvrant la période 1971-2000. En 2020, Météo-France publie une typologie des climats de la France métropolitaine dans laquelle la commune est exposée à un climat méditerranéen et est dans la région climatique Provence, Languedoc-Roussillon, caractérisée par une pluviométrie faible en été, un très bon ensoleillement (2 600 h/an), un été chaud (21,5 °C), un air très sec en été, sec en toutes saisons, des vents forts (fréquence de 40 à 50 % de vents > 5 m/s) et peu de brouillards.
Pour la période 1971-2000, la température annuelle moyenne est de 13,8 °C, avec une amplitude thermique annuelle de 16,6 °C. Le cumul annuel moyen de précipitations est de 630 mm, avec 5,7 jours de précipitations en janvier et 2,1 jours en juillet. Pour la période 1991-2020, la température moyenne annuelle observée sur la station météorologique de Météo-France la plus proche, « Cadenet », sur la commune de Cadenet à 19 km à vol d'oiseau, est de 14,4 °C et le cumul annuel moyen de précipitations est de 703,0 mm. 
La température maximale relevée sur cette station est de 44,3 °C, atteinte le 28 juin 2019 ; la température minimale est de −12,7 °C, atteinte le 12 février 2012,,.
Les paramètres climatiques de la commune ont été estimés pour le milieu du siècle (2041-2070) selon différents scénarios d'émission de gaz à effet de serre à partir des nouvelles projections climatiques de référence DRIAS-2020. Ils sont consultables sur un site dédié publié par Météo-France en novembre 2022.

### Voies de communication et transports

#### Lignes de bus desservant Eguilles
- L220 : Aix-Coudoux via Z.I Eguilles[8] ;
- L26/L26SP : Aix-Eguilles[9] ;
- L241 : Lambesc/St-Cannat-Les Milles via Eguilles Haut[10]

#### Connexion
Arrêt Rotonde : Prendre numéro 3 (Aix en Bus) jusqu'à "Rond Poind d'Eguilles" ou "La Mayanelle" puis prendre le L230.
Gare TGV/Aéroport : Prendre le L40 (Cartreize) jusqu'à "Gare routière d'Aix en Provence" puis le L230

## Urbanisme

### Typologie
Au 1er janvier 2024, Éguilles est catégorisée petite ville, selon la nouvelle grille communale de densité à 7 niveaux définie par l'Insee en 2022.
Elle appartient à l'unité urbaine de Marseille-Aix-en-Provence, une agglomération inter-départementale dont elle est une commune de la banlieue,. Par ailleurs la commune fait partie de l'aire d'attraction de Marseille - Aix-en-Provence, dont elle est une commune de la couronne,. Cette aire, qui regroupe 115 communes, est catégorisée dans les aires de 700 000 habitants ou plus (hors Paris),.

### Occupation des sols
L'occupation des sols de la commune, telle qu'elle ressort de la base de données européenne d’occupation biophysique des sols Corine Land Cover (CLC), est marquée par l'importance des territoires agricoles (43,2 % en 2018), en diminution par rapport à 1990 (51 %). La répartition détaillée en 2018 est la suivante : 
terres arables (23,8 %), milieux à végétation arbustive et/ou herbacée (21,5 %), zones urbanisées (13,3 %), zones agricoles hétérogènes (11,5 %), forêts (11,3 %), espaces ouverts, sans ou avec peu de végétation (9 %), cultures permanentes (7,1 %), zones industrielles ou commerciales et réseaux de communication (1,7 %), prairies (0,8 %). L'évolution de l’occupation des sols de la commune et de ses infrastructures peut être observée sur les différentes représentations cartographiques du territoire : la carte de Cassini (XVIIIe siècle), la carte d'état-major (1820-1866) et les cartes ou photos aériennes de l'IGN pour la période actuelle (1950 à aujourd'hui).

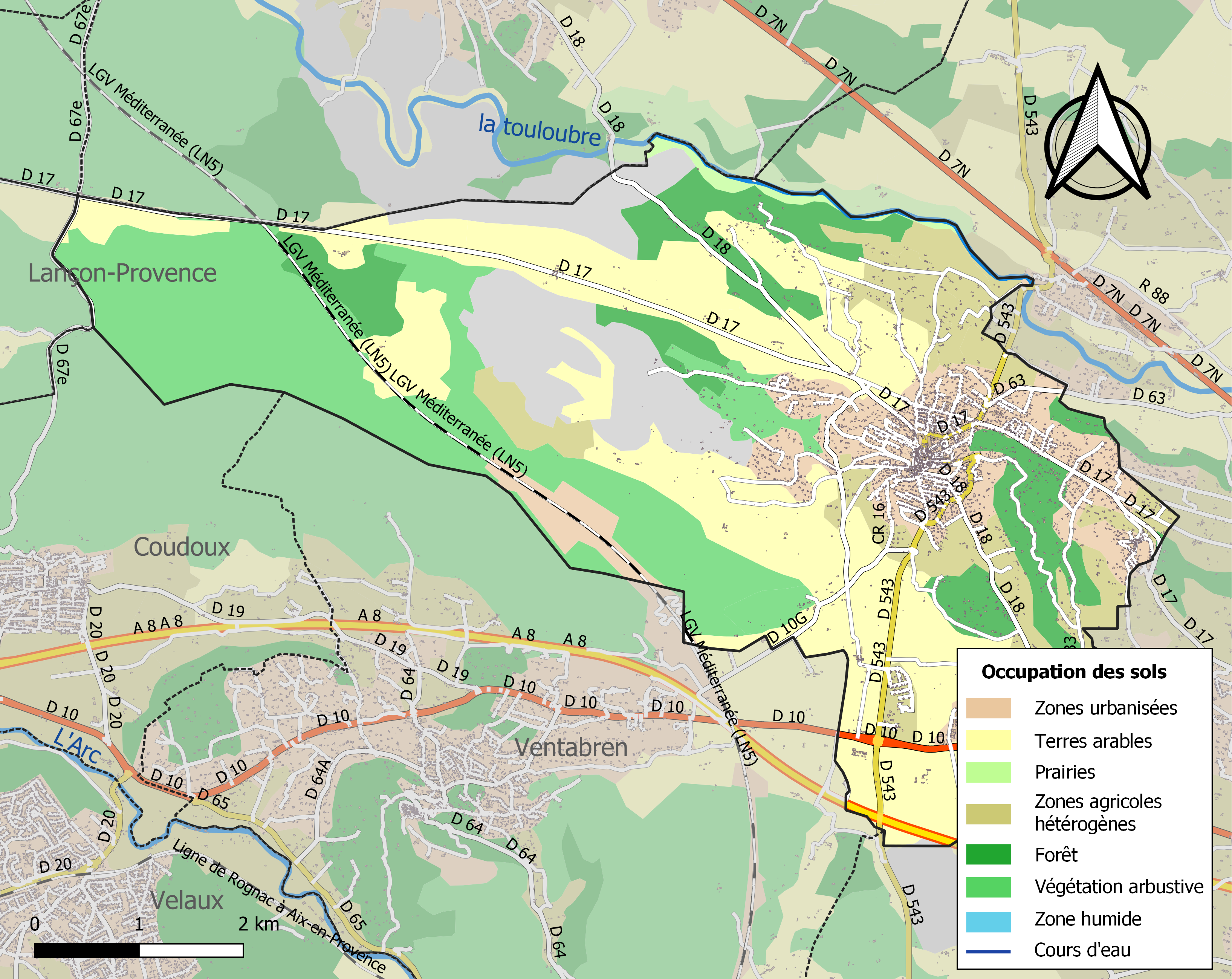
Carte des infrastructures et de l'occupation des sols de la commune en 2018 (CLC).

## Toponymie
- 1004: Aculia[17]
- 1032: Acus
- 1056: Agulia
- 1200: Arquilla[18]

## Histoire
Cité créée en 1004 sous le nom d'Aculea, elle trouve ses premières fondations dès le VIIIe siècle.
La mort de la reine Jeanne Ire ouvre une crise de succession à la tête du comté de Provence, les villes de l’Union d'Aix (1382-1387) soutenant Charles de Duras contre Louis Ier d'Anjou. Le roi de France, Charles VI, intervient et envoie le sénéchal de Beaucaire, Enguerrand d'Eudin, auquel se rallie Guillaume-Roger de Turenne. Éguilles, possession de ce dernier, se trouve donc neutre en début de guerre, et du côté angevin à la fin de la décennie.
Le 4 avril 1402, à Brantes, au pied du Ventoux, en présence de son épouse Alix des Baux, Odon de Villars fit donation à son neveu Philippe de Lévis des fiefs de Brantes, Plaisians et leurs dépendances, des seigneuries de Saint-Marcel, Roquefort, le Castellet, Cassis et Port-Miou, dépendantes de la baronnie d’Aubagne, ainsi que de La Fare-les-Oliviers, et Éguilles. Son neveu, en contrepartie devait lui servir de caution vis-à-vis de Raymond de Turenne dans l’observation d’un accord passé entre le vicomte, lui et son épouse Alix. En cas de non-respect de la part d’Alix et d’Odon, ces derniers devraient payer 50 000 florins à Raymond de Turenne,.
Seigneurie des Baux au XIVe siècle, passée successivement aux Arcussia au XVe siècle, aux Mayaux au XVIe siècle, aux de Boyer aux XVIIe siècle et XVIIIe siècle, lesquels y édifièrent un château sur l'emplacement de l'ancien castel féodal détruit des seigneurs des Baux qui s'opposèrent à la Maison de Provence.
Ce territoire fut ravagé par les troupes de La Valette au XVIe siècle.
Le tremblement de terre de 1909 ébranla l'église Saint-Julien.
Devenu un grand centre de transhumance des troupeaux de moutons vers les années 1780, Éguilles développa une industrie lainière. La révolution industrielle allait provoquer un fort exode rural mais, au cours du dernier tiers du XXe siècle, la proximité des nœuds de communication, le développement du bassin d'emploi allaient conduire à la création d'un pôle d'activités de 71 hectares où se sont implantées diverses entreprises des secteurs de l'informatique, du bâtiment et des services.

## Politique et administration
En 2010, la commune d'Éguilles a été récompensée par le label « Ville Internet ».

### Tendances politiques et résultats
| Scrutin             | Scrutin             | 1er tour | 1er tour  | 1er tour | 1er tour | 1er tour  | 1er tour | 1er tour | 1er tour  | 1er tour | 1er tour | 1er tour | 1er tour | 2d tour | 2d tour | 2d tour | 2d tour | 2d tour | 2d tour |
| Scrutin             | Scrutin             | 1er      | 1er       | %        | 2e       | 2e        | %        | 3e       | 3e        | %        | 4e       | 4e       | %        | 1er     | 1er     | %       | 2e      | 2e      | %       |
| ------------------- | ------------------- | -------- | --------- | -------- | -------- | --------- | -------- | -------- | --------- | -------- | -------- | -------- | -------- | ------- | ------- | ------- | ------- | ------- | ------- |
| Présidentielle 2017 | Présidentielle 2017 |          | LR        | 32,37    |          | EM        | 26,71    |          | FN        | 16,95    |          | LFI      | 13,76    |         | EM      | 69,00   |         | FN      | 31,00   |
| Présidentielle 2022 | Présidentielle 2022 |          | LREM      | 33,66    |          | RN        | 19,19    |          | LFI       | 13,89    |          | REC      | 11,10    |         | LREM    | 62,43   |         | RN      | 37,57   |
| Législatives 2022   | 11e                 |          | MoDem-Ens | 29,57    |          | RN        | 18,51    |          | G·s-Nupes | 18,17    |          | UDI      | 14,62    |         | MoDem   | 60,90   |         | RN      | 39,10   |
| Législatives 2024   | 11e                 |          | RN        | 35,29    |          | MoDem-Ens | 34,50    |          | PS-NFP    | 21,62    |          | LR       | 5,32     |         | PS      | 50,48   |         | RN      | 49,52   |

### Liste des maires
Liste de l'ensemble des maires qui se sont succédé à la mairie de Éguilles :
| Période                                  | Période   | Identité                      | Étiquette                  | Qualité |
| ---------------------------------------- | --------- | ----------------------------- | -------------------------- | --- |
| Les données manquantes sont à compléter. |           |                               |                            | |
| 1830                                     | 1837      | Joseph Girard                 |                            | |
| 1837                                     | 1844      | Louis Joye                    |                            | |
| 1845                                     | 1851      | Jean Baptiste Marroc          |                            | |
| 1851                                     | 1859      | Louis Joye                    |                            | |
| 1859                                     | 1870      | Joseph Diouloufet             |                            | |
| 1870                                     | 1882      | Antoine Arthaud               |                            | |
| 1882                                     | 1888      | Vital Henri Reynaud           |                            | |
| 1888                                     | 1892      | Hilarion Pin                  |                            | |
| 1892                                     | 1892      | Marie Antoine Cayre           |                            | |
| 1894                                     | 1905      | Antoine Reynaud               |                            | |
| 1906                                     | 1908      | Polydore Guitton              |                            | |
| 1908                                     | 1910      | Jubert Roure                  |                            | |
| 1910                                     | 1916      | Maxence Guès                  |                            | |
| 1919                                     | 1926      | Germain Millet                |                            | |
| 1926                                     | 1932      | Alphonse Joye                 |                            | |
| 1932                                     | 1944      | Louis Alexis                  | Rad.ind.                   | Directeur d'école puis professeur, propriétaire Conseiller général de Lambesc (1898 → 1940)                                                                  |
| 1945                                     | 1960      | Léonce Arthaud                |                            | |
| août 1960                                | mars 1971 | Michel Cionini                |                            | |
| mars 1971                                | mars 1983 | Robert Heckenroth (1917-1995) |                            | |
| mars 1983                                | juin 1995 | Andrée Chélini                | UDF-CDS                    | |
| juin 1995                                | mars 2025 | Robert Dagorne                | UDF puis MoDem puis NC-UDI | Administrateur de sociétés, ancien chef comptable EDF 2e vice-président du conseil de territoire du Pays d'Aix Réélu pour le mandat 2020-2026 Démissionnaire |
| mars 2025                                | En cours  | Renaud Dagorne                |                            | Cadre de l'ARS Provence-Alpes-Côte d'Azur Fils du précédent                                                                                                  |

## Population et société

### Démographie
L'évolution du nombre d'habitants est connue à travers les recensements de la population effectués dans la commune depuis 1793. Pour les communes de moins de 10 000 habitants, une enquête de recensement portant sur toute la population est réalisée tous les cinq ans, les populations de référence des années intermédiaires étant quant à elles estimées par interpolation ou extrapolation. Pour la commune, le premier recensement exhaustif entrant dans le cadre du nouveau dispositif a été réalisé en 2007.

En 2022, la commune comptait 8 349 habitants, en évolution de +7,53 % par rapport à 2016 (Bouches-du-Rhône : +2,48 %, France hors Mayotte : +2,11 %).
| 1793  | 1800  | 1806  | 1821  | 1831  | 1836  | 1841  | 1846  | 1851  |
| ----- | ----- | ----- | ----- | ----- | ----- | ----- | ----- | ----- |
| 2 561 | 2 500 | 2 594 | 2 442 | 2 280 | 2 168 | 1 970 | 1 885 | 1 766 |

| 1856  | 1861  | 1866  | 1872  | 1876  | 1881  | 1886 | 1891 | 1896 |
| ----- | ----- | ----- | ----- | ----- | ----- | ---- | ---- | ---- |
| 1 758 | 1 780 | 1 704 | 1 551 | 1 343 | 1 143 | 946  | 895  | 966  |

| 1901 | 1906 | 1911 | 1921 | 1926 | 1931 | 1936 | 1946 | 1954 |
| ---- | ---- | ---- | ---- | ---- | ---- | ---- | ---- | ---- |
| 853  | 881  | 843  | 708  | 763  | 758  | 728  | 777  | 827  |

| 1962  | 1968  | 1975  | 1982  | 1990  | 1999  | 2006  | 2007  | 2012  |
| ----- | ----- | ----- | ----- | ----- | ----- | ----- | ----- | ----- |
| 1 181 | 2 016 | 3 033 | 4 473 | 5 950 | 7 127 | 7 491 | 7 544 | 7 453 |

| 2017  | 2022  | - | - | - | - | - | - | - |
| ----- | ----- | - | - | - | - | - | - | - |
| 7 856 | 8 349 | - | - | - | - | - | - | - |

### Sports
Le village d'Éguilles a une forte activité sportive par rapport à son nombre d'habitants : un stade (synthétique), un city (synthétique), des terrains de pétanque (dont certains sont couverts), une salle omnisport, un skatepark et un bike park (dans la forêt d'Eguilles) en développement continu, ainsi que des salles communes pour divers sports : football, tennis, VTT, skateboard, handball, basket, danse classique/contemporaine, step…
Le village accueille également fin novembre une course à pied de 10 km et un trail de 17 km, permettant d'explorer la forêt d'Eguilles avant de remonter vers la mairie.

### Enseignement

#### Primaire
Trois écoles primaires : Surville (Haut d'Eguilles), Cros (Bas d'Éguilles) et Les Boutons-d'Or.

#### Collège
Le collège de secteur est le collège Chateau-Double, quartier Jas de Bouffan à Aix-en-Provence.

#### Lycée
Le lycée de secteur est le Lycée international Georges-Duby à Luynes.

## Culture locale et patrimoine

### Lieux et monuments
- Église Saint-Julien d'Éguilles.
- Chapelle Saint-Alexis des Figons.
- Oppidum de Pierredon (monument historique), sur la butte de Pierredon, ou Pié-Redon[38], au sud du village.
- Château du XVIIe siècle des Boyer d'Éguilles, actuellement mairie.
- Le jardin d'Éguilles de Max Sauze, ouvert en 1989, est labellisé jardin remarquable en 2005. Max Sauze (1933-) est notamment un designer français de luminaires et de mobilier[39]

### Personnalités liées à la commune
- Jean-Baptiste II de Boyer (1645-1709), seigneur d'Éguilles, parlementaire provençal.
- Jean Joseph Marius Diouloufet (1771-1840), poète provençal, né à Éguilles.
- Sylvain Marie Giraud (1830-1885) supérieur général des missionnaires de la Salette, né à Éguilles.
- Jean Chélini (1931-2024), médiéviste et secrétaire perpétuel de l'Académie de Marseille.[réf. nécessaire]
- Christophe Martichon dit Christophe Maé (1975- ), artiste, vivant avec sa compagne et ses deux enfants à Éguilles.
- Antoine Coesens, comédien, habite à Éguilles[réf. nécessaire]
- Dounia Coesens (1988- ), comédienne, habite et a étudié à Éguilles[réf. nécessaire]

### Héraldique
| Armes d'Éguilles | Les armes peuvent se blasonner ainsi : D'azur à trois aiguilles d'argent surmontées de trois étoiles de même. |